# Rácz Albert
Rácz Albert (Ajnád, 1941. július 18. – Nagybánya, 1987. szeptember 11.) újságíró, helytörténész.

## Életútja
Középiskolai tanulmányait Csíkszeredában végezte, 1959-ben érettségizett. A Babeș–Bolyai Tudományegyetemen filozófia-pedagógia-történelem szakos diplomát szerzett 1964-ben. Szatmárnémetiben az autó-szakmai iskolában kezdett tanárként 1965-ben, amit 1966-ban hagyott el. Ezután Nagybányára ment, ahol a Bányavidéki Fáklya művelődési rovatot vezette, és ezzel együtt ellátta az Előre máramarosi tudósítója feladatot.

## Munkássága
Első írását (ami az egyetemi hallgatók szabadidő-gazdálkodásáról szólt) a Korunk közölte 1963-ban; írásai jelentek meg az Utunk, Művelődés, A Hét című folyóiratokban is. Oszóczki Kálmánnal együtt 1976-ban két sorozatot közölt a Bányavidéki Fáklyában a nagybányai festészet 80 éves történetéről, valamint Máramaros szerepéről a Rákóczi-szabadságharcban; közzétette Thorma János naplóját (a Bányavidéki Fáklya 1971. július-augusztus számában), Petőfi Nagybánya-vidéki időzésének több emlékét (szintén Bányavidéki Fáklya 1972. október-december) és Földesy Viktor keramikus önéletrajzát, amit a Művelődés című lapban közölt 1980-ban.